# Citroën Berlingo
De Citroën Berlingo is een kleine bestel- en personenwagen van Citroën, ontworpen in samenwerking met PSA-partner Peugeot. De versie van Peugeot heet Partner, maar de ludospace-variant gaat sinds de derde generatie verder onder de naam Rifter.
De wagen is leverbaar in diverse bedrijfswagenversies met daarbij behorende carrosserievariaties. Zo zijn er versies voor licht of zwaar bestelwerk, voor lange objecten (extra klep in het dak) en speciale carrosseriebouw (pick-up). Er is ook een personenwagenvariant leverbaar (de Multispace; zie afbeelding), die qua uiterlijk niet afwijkt maar in uitvoering gewoon een ruime en luxe personenwagen is.
De Citroën Berlingo en de overeenkomstige Peugeot Partner waren de eerste bestelwagens in deze categorie, al snel volgde de Renault Kangoo, en later verschenen in deze klasse de Opel Combo, Ford Transit Connect en Volkswagen Caddy.

## Berlingo I (1996 - 2013)
De oorspronkelijke Berlingo werd in 1996 gelanceerd op de Mondial de l'Automobile in Parijs, samen met drie andere conceptversies, namelijk de:
- Berlingo Coupé de Plage
- Berlingo Berline Bulle
- Berlingo Grand Large

De Berline Bulle was een ruime, kleine auto die gezien kan worden als de voorloper van de C3. Alleen de Grand Large werd verder ontwikkeld tot de Multispace-versie voor personenvervoer.

### Facelift
In december 2002 werd de facelift versie van de Berlingo onthuld, met een nieuw interieur en een vernieuwd front.
In 2004 zou de Berlingo nogmaals gefacelift worden door een andere grille en lichtunits te monteren.

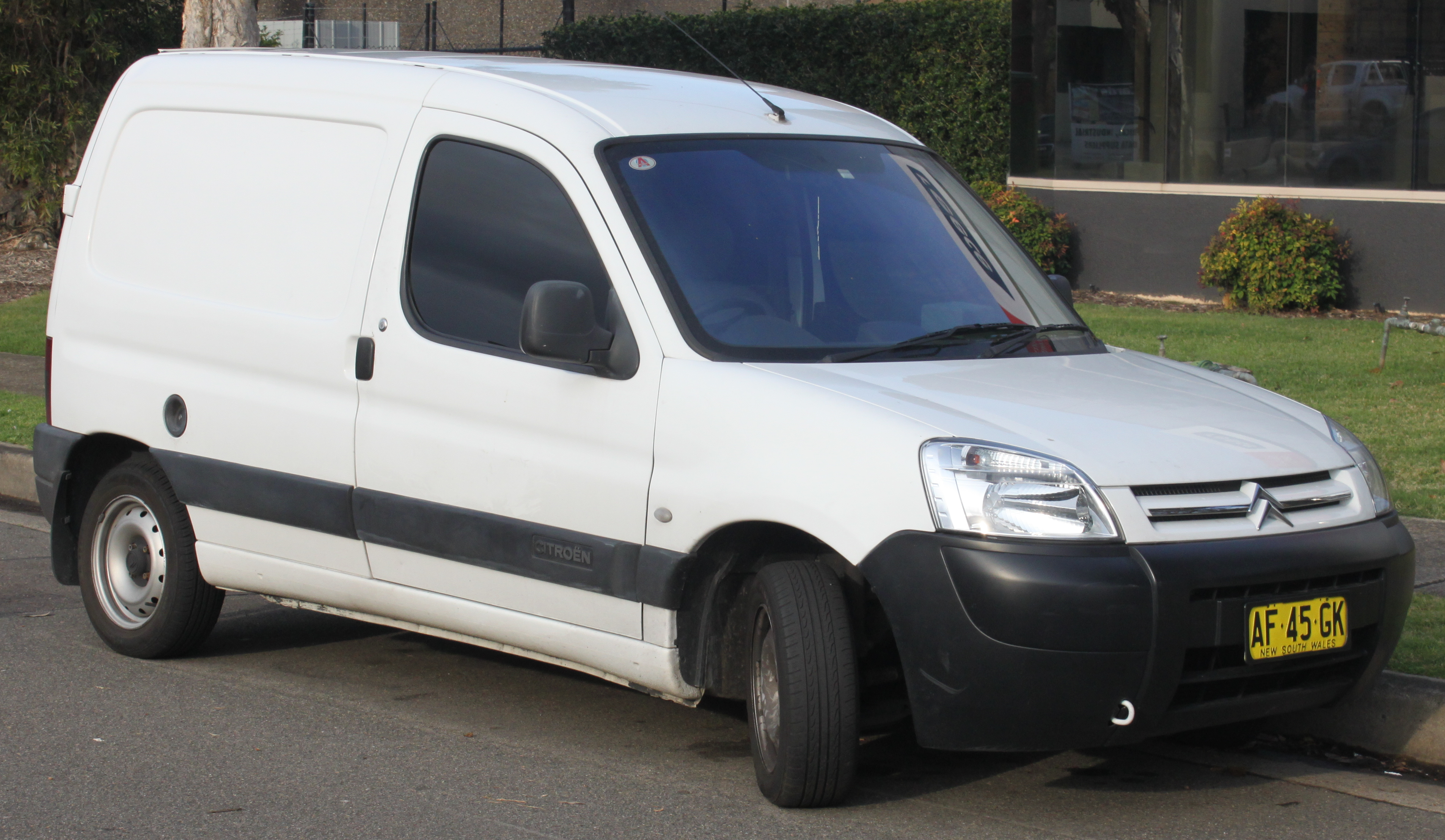
Gefacelifte Citroën Berlingo (2004–2012)
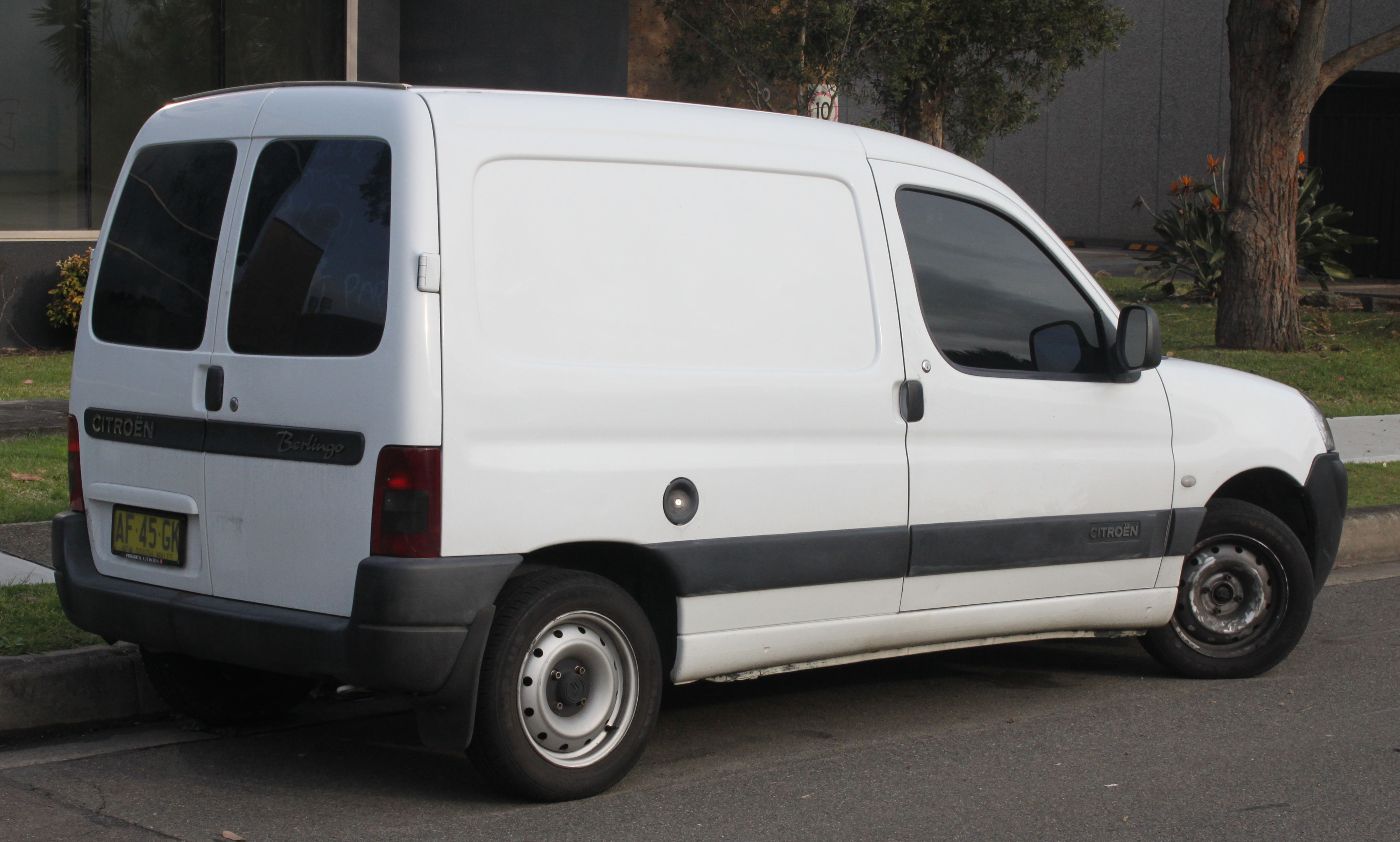
Gefacelifte Citroën Berlingo (2004–2012)

### Motoren
De Berlingo was vanaf het begin leverbaar met een 1.4 benzine- en 1.9 dieselmotor. Later kwam daar een 1.6 benzineversie bij. Ook werd de bekende 2.0 hdi diesel met 90 pk leverbaar. Vanaf 2005 zijn de 1.9 diesel en 2.0 hdi diesel vervangen door twee 1.6 hdi dieselmotoren, één met 75 pk en één met 90 pk. De Berlingo 1.4i is ook leverbaar op CNG.
Tussen 1998 en 2005 was ook een  Citroën Berlingo Electrique beschikbaar.

## Berlingo II (2008 - 2018)

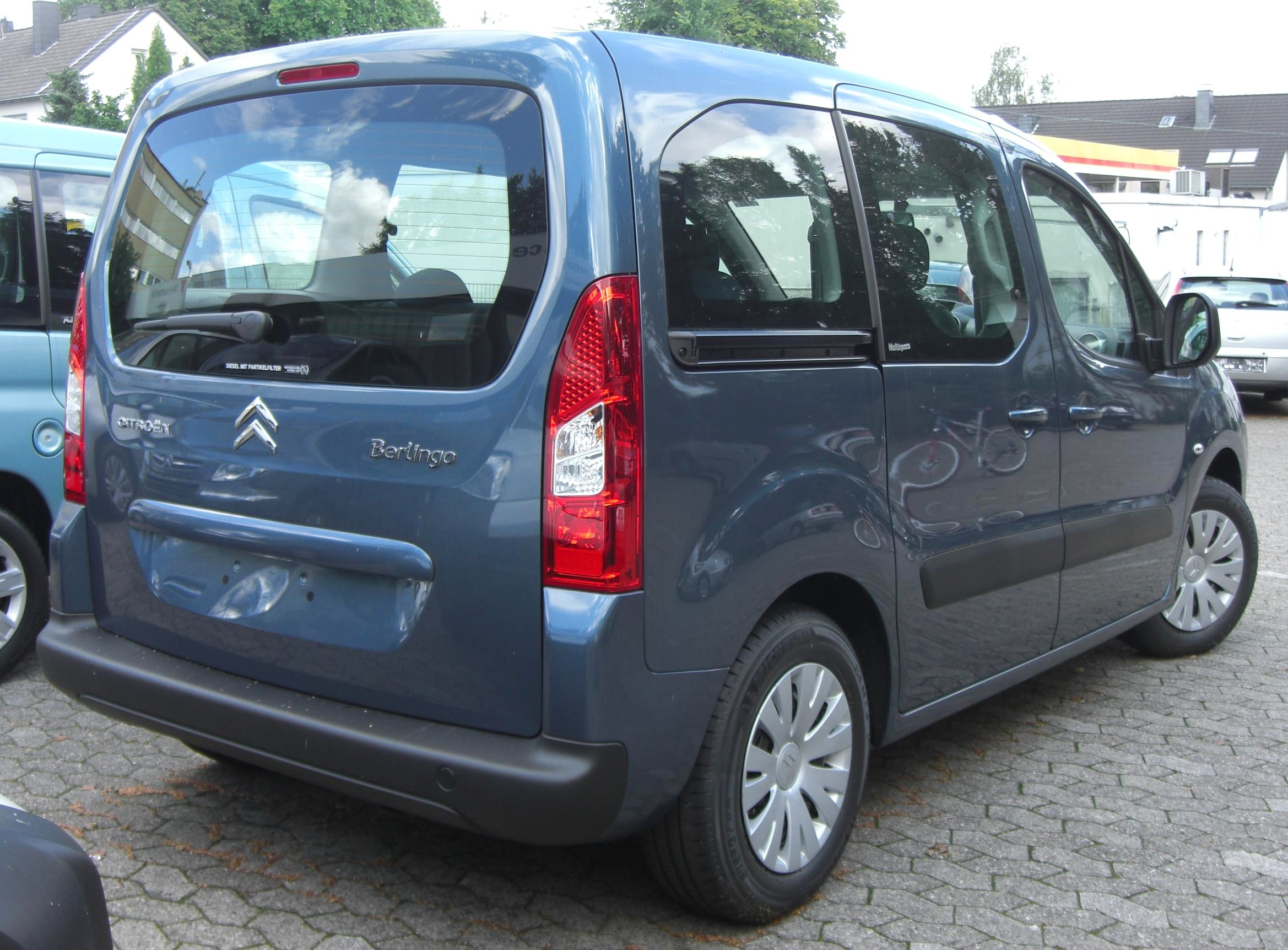
Achterzijde

Twee verschillende modellen werden in 2008 geïntroduceerd om de eerste generatie te vervangen. De in januari van dat jaar gelanceerde Citroën Nemo toont weliswaar veel gelijkenis met de Berlingo, maar is duidelijk een klasse kleiner. Deze bestelwagen werd samen met Fiat ontwikkeld op het platform van de Fiat Grande Punto en werd gebouwd door Tofaş in Turkije. Tevens was deze bestelwagen verkrijgbaar als de Peugeot Bipper en Fiat Fiorino. De versie van Citroën en Peugeot waren vrijwel identiek, ook motorisch. De Fiorino had daarnaast een door Fiat zelf ontwikkelde dieselmotor. De Nemo was bedoeld als een goedkoper en kleiner alternatief voor de Berlingo.
De tweede generatie van de Berlingo werd ontworpen door Gilles Vidal en stond, net als de C4 op het Platform 2 van PSA. Daardoor was hij iets groter, maar ook een stuk duurder dan z'n voorganger. Het motorengamma was gelijk aan de andere modellen van PSA.
Vanaf 2013 was een elektrische versie beschikbaar. In maart 2017 werd de vijfpersoons Citroën E-Berlingo Multispace aangekondigd.

## Berlingo III (2018 - heden)

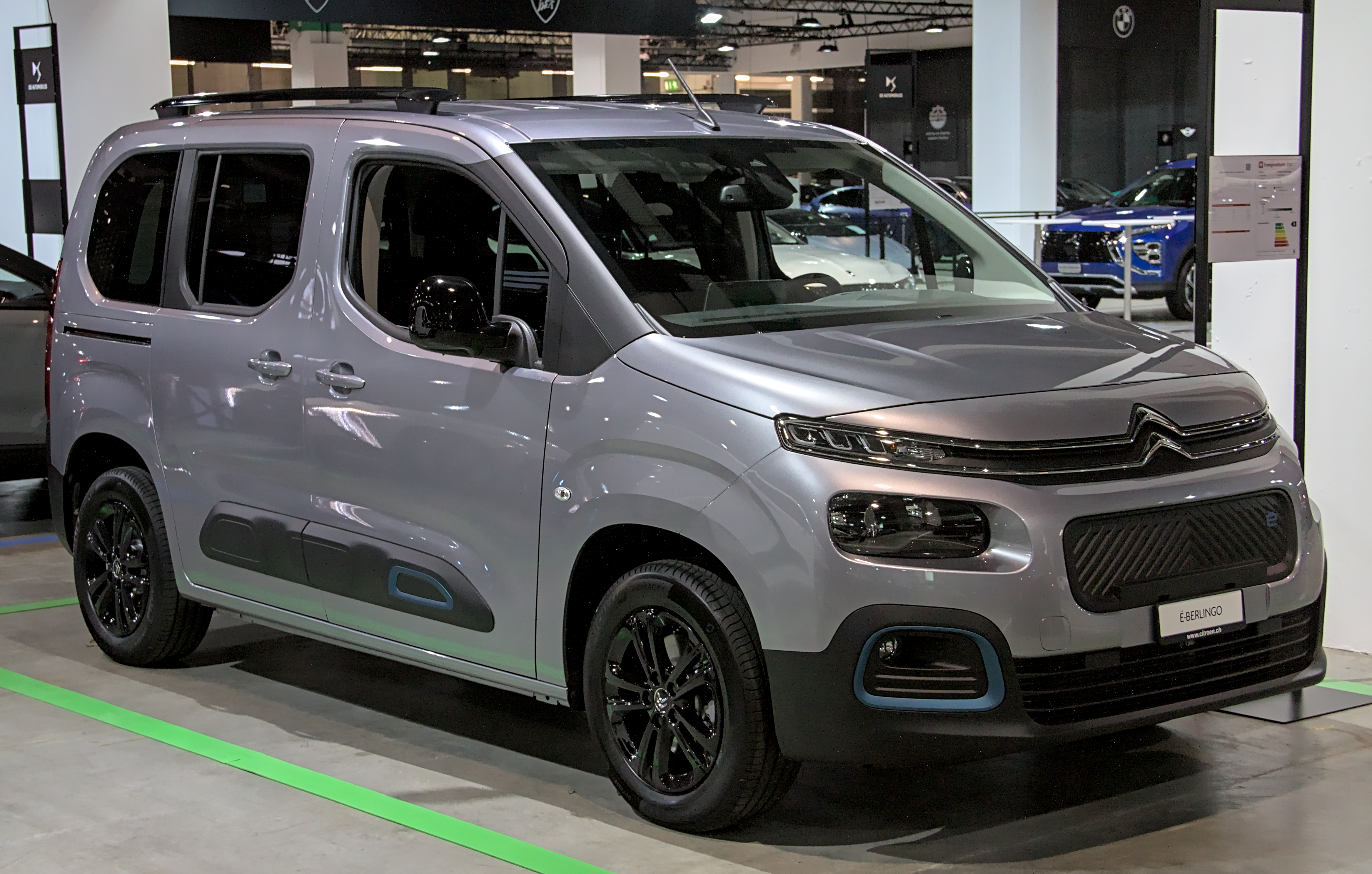
De elektrische Citroën e-Berlingo

In 2018 onthulde Citroën de derde generatie Berlingo op de Autosalon van Genève. De wagen zal wederom veel technische componenten en carrosseriestukken delen met de Peugeot Partner, die als personenvariant herdoopt werd tot Rifter. Door de overname van Opel door de PSA-groep, maakt ook de vijfde generatie Combo voor het eerst deel uit van de drieling. Door het verlengde partnerschap tussen de twee fabrikanten biedt ook Toyota sinds eind 2019 deze bestelwagen aan als Toyota Proace City. Sinds 2022 biedt Fiat, door het ontstaan van Stellantis, deze bestelwagen aan als Fiat Doblò.
De nieuwe Berlingo staat op het EMP2-platform, dat onder andere ook voor de Citroën C4 Picasso/Spacetourer en de DS7 Crossback wordt gebruikt. Voor het eerst komt de Berlingo ook beschikbaar in twee formaten: een mediumversie van 4,40 meter en een XL-versie die 4,75 meter meet.
De Berlingo's die op benzine rijden komen met een 1,2-liter PureTech-motor, met de keuze uit 110 en 130 pk, met zes versnellingen of een achttraps automatische EAT8-versnellingsbak. Op vlak van diesel krijgt de Berlingo beschikking over een 1,5-liter BlueHDI-motor, met 75, 100 of 130 pk. De lichtere motoriseringen komen met vijf versnellingen, de zwaarste motor met een zesbak of automatische EAT8-versnellingsbak.

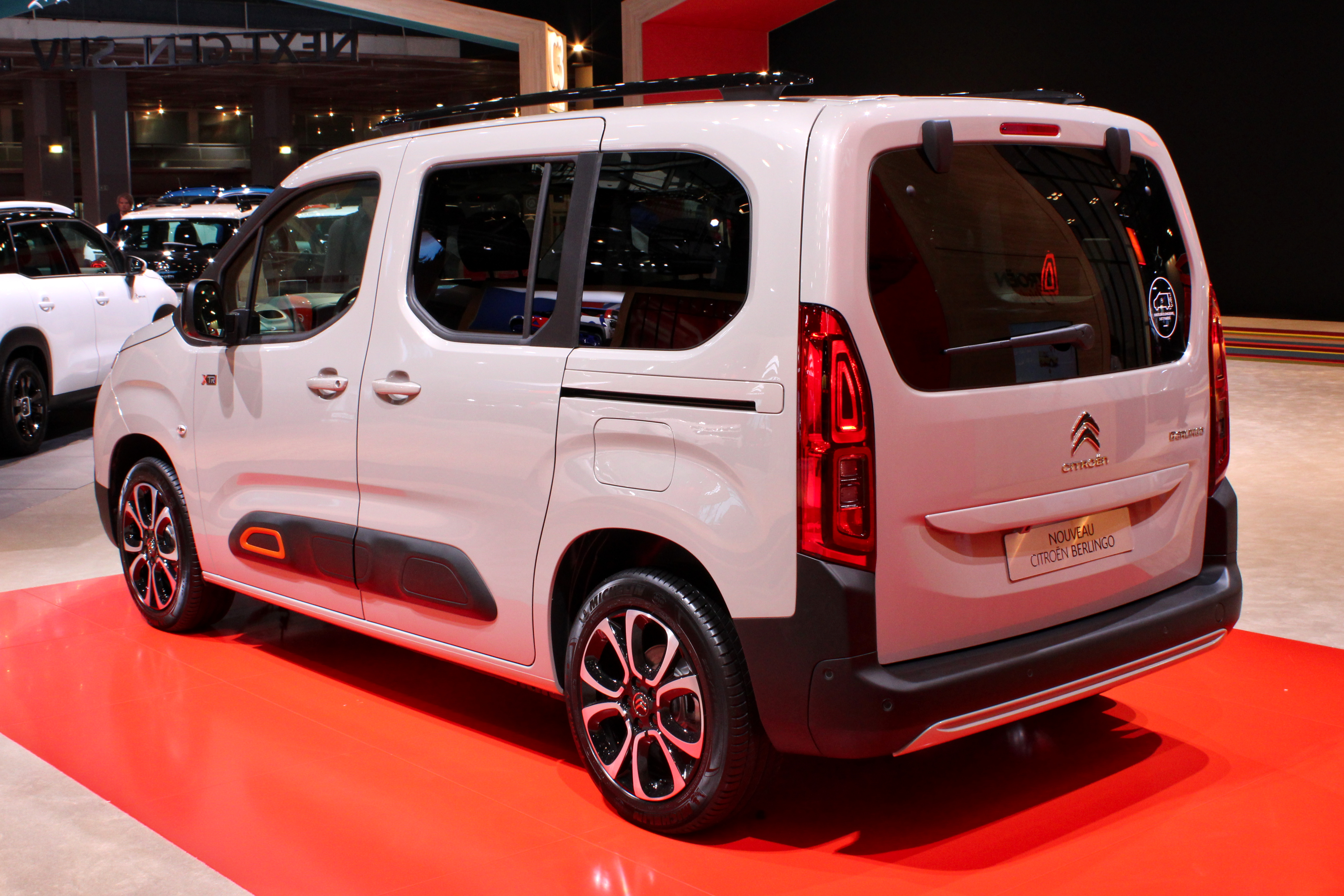
Citroën Berlingo
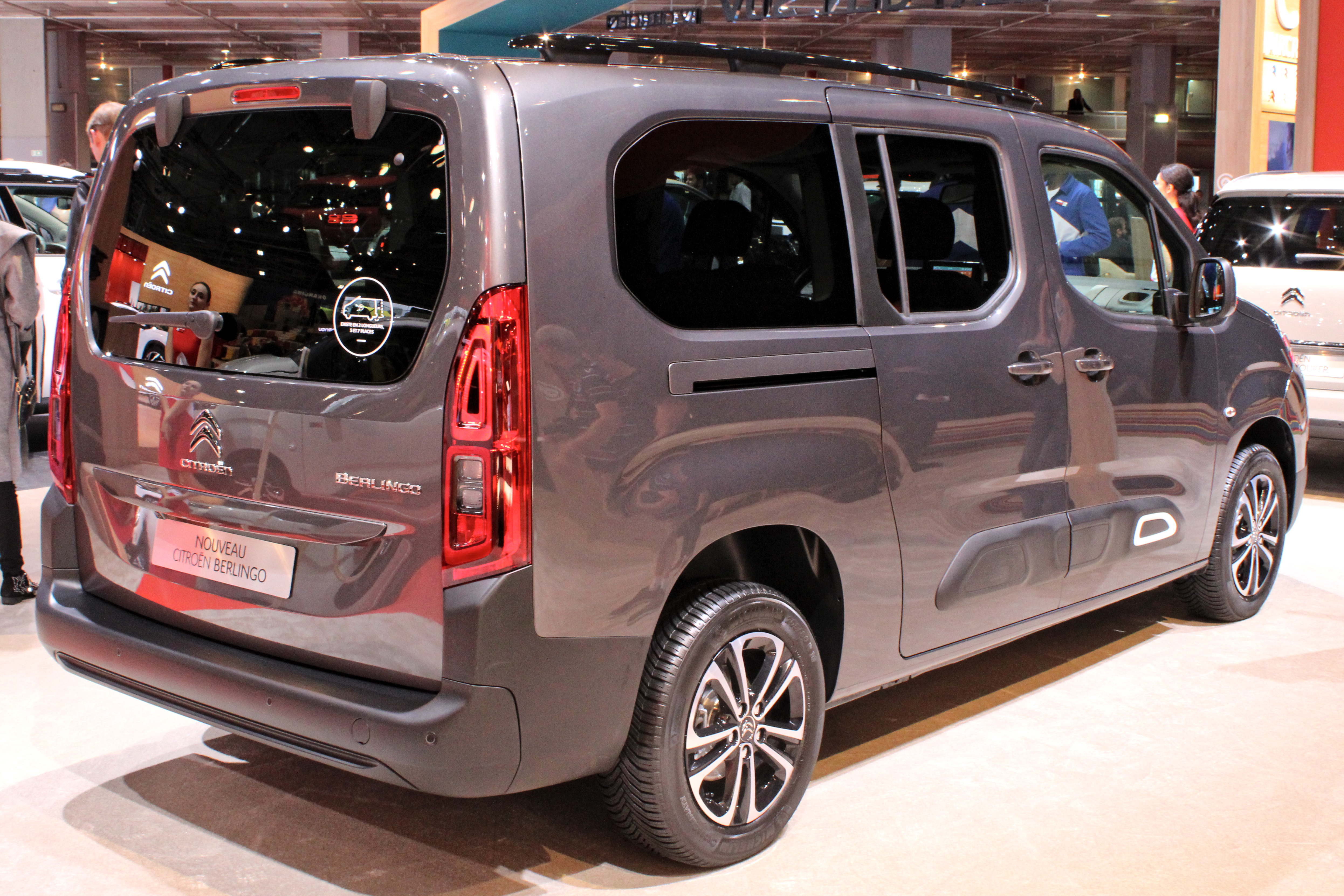
Citroën Berlingo XL
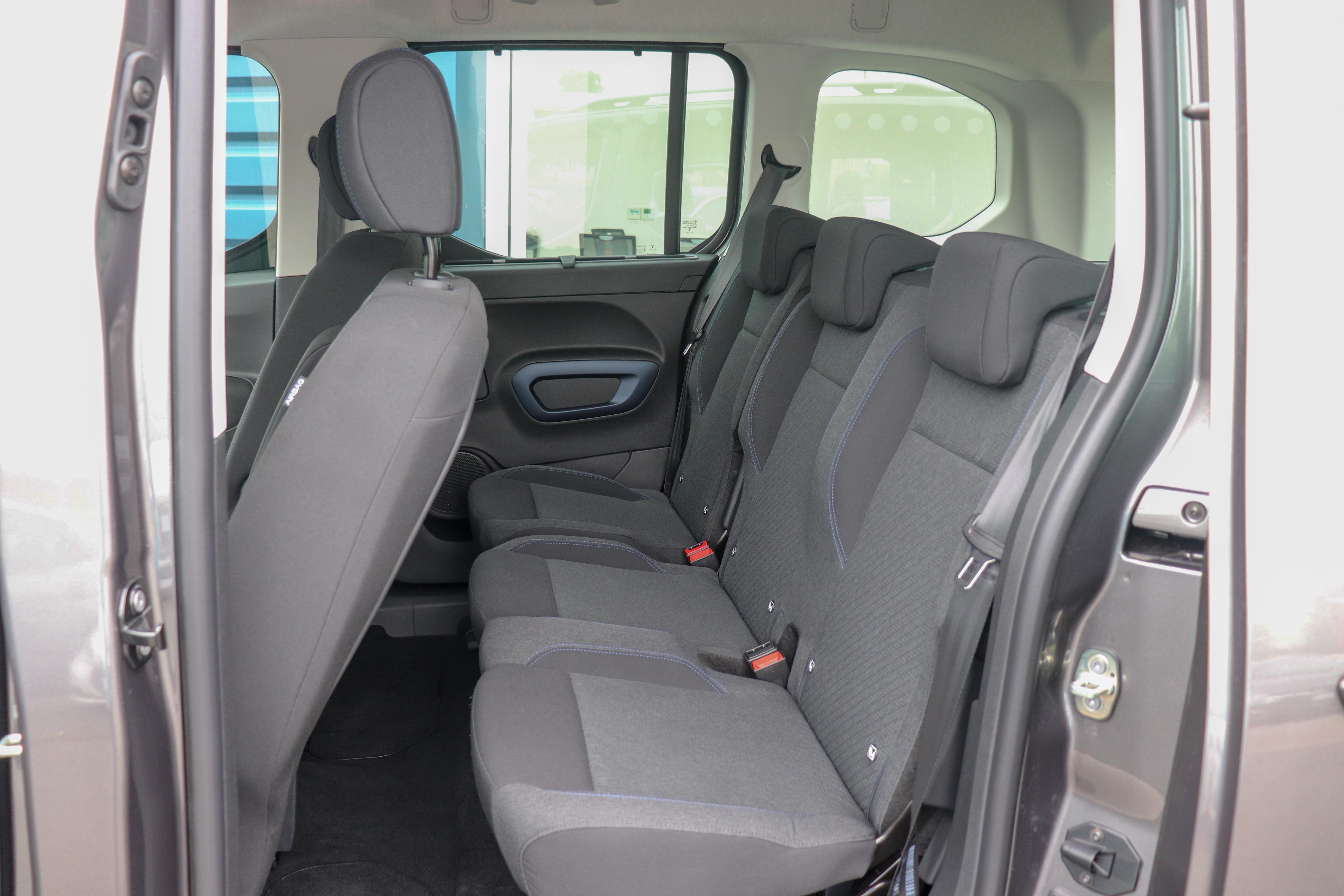
Achterstoelen

## e-Berlingo (2021 - heden)
Sinds 2021 heeft Citroën een 100% elektrische variant van de Berlingo uitgebracht; de Citroën e-Berlingo. Deze auto heeft een actieradius van meer dan 200 km.